# Castelvetere sul Calore
Castelvetere sul Calore è un comune italiano di 1 463 abitanti della provincia di Avellino in Campania.

## Geografia fisica

### Territorio
Castelvetere sul Calore, fino al 1950 Castelvetere di Calore, sorge a 750 m s.l.m. alle pendici del monte Tuoro, alto 1424 metri.
A valle è percorso, invece, dal fiume Calore Irpino. Il suo territorio è di 17,17 km² e conta 1 569 abitanti.
Caratteristico il paesaggio circostante: la vista si estende nelle zone limitrofe fino a comprendere 28 altri paesi, un numero raramente eguagliato dagli agglomerati vicini e che fa di Castelvetere una terrazza sul paesaggio irpino.

### Clima
Il clima è rigido negli inverni, spesso accompagnati da abbondanti nevicate, e fresco durante l'estate.

## Storia
L'origine del paese risale alle prime invasioni barbariche; le prime notizie ci pervengono da una donazione di Castelvetere al monastero di San Benedetto a Salerno, avvenuto nel 991; successivamente fu donato al Santuario di Montevergine (1167); passò poi in varie mani fino a essere venduto, nel 1684, a Giuseppe de Beaumont che divenne quindi barone di Castelvetere.
L'attuale nome del paese, "castrum" e "vetus"=Castello-Vecchio, è esplicativo di come le abitazioni si siano sviluppate intorno all'antico castello, che fu edificato dai Longobardi e che dopo la ricostruzione è diventato la chiesa Madre di Castelvetere, dedicata all'Assunta.
Un tempo il castello era detto "Castello di Santa Maria", in onore dell'apparizione della Madonna delle Grazie a un'anziana del luogo.
Castelvetere è anche celebre per essere stato uno dei paesi precursori nell'edificazione dei cimiteri fuori del centro urbano, molto prima che lo imponesse l'Editto di Saint Cloud.

### Simboli
Lo stemma e il gonfalone del comune di Castelvetere sul Calore sono stati concessi con decreto del presidente della Repubblica del 12 settembre 2018.
Il gonfalone è un drappo di azzurro.

## Monumenti e luoghi d'interesse

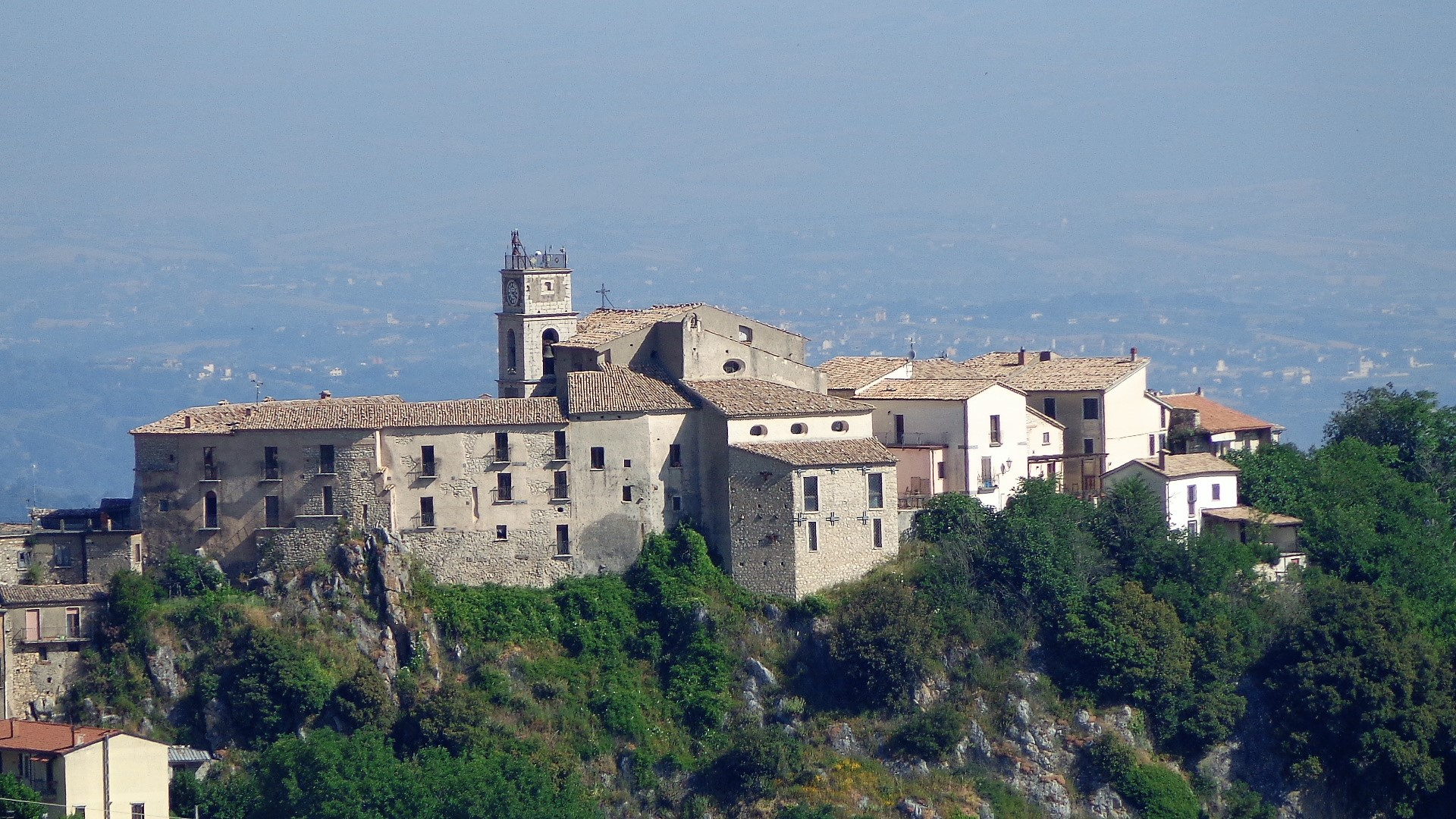
Panorama del borgo visto da Montemarano.

Sicuramente il monumento più visitato e che trascina qualche turista in questo paesello è il santuario diocesano dedicato a Maria Santissima delle Grazie, patrona del borgo, festeggiata il 28 aprile e il 2 luglio. All'interno del luogo di culto un pregevole trittico del '400.
Vi è anche una cappella cimiteriale, la prima in Italia, costruita prima dell'Editto di Saint Cloud, su esplicito ordine di Ferdinando IV, come testimonia la scritta posta all'ingresso del monumento.
La chiesa di San Michele dove in tempi molto lontani trovò rifugio un eremita e dalla quale è possibile visionare tutto il panorama circostante data la sua enorme altezza.
La Ripa nonché il centro storico con l'oratorio dedicato alla Madonna del monte Carmelo, un tempo sede della confraternita.
La chiesa madre dedicata a Santa Maria Assunta con il campanile settecentesco, all‘interno della quale è custodita la statua di S. Antonio da Padova realizzata nel 1922 dallo scultore Filippo Cifariello 
Fontana dello zoppo, un tempo lavatoio pubblico costruita in pietra locale agli inizi del 900 dal sindaco Antonio D'Agostino.
Convento di San Martino in località Macchiusanella.
Chiesa di San Lorenzo.
Da visitare nella parte bassa del paese anche il fiume calore , ideale per scampagnate e pic-nic, mentre nella parte alta ci sono i monti Civitella e Tuoro, ideale per gli amanti del tracking e dell ‘alpinismo.

## Società

### Evoluzione demografica
Abitanti censiti

A partire dagli inizi degli anni 60 molti Castelveteresi hanno iniziato ad emigrare in cerca di un futuro migliore.
Molti sono emigrati in Canada , altri negli U.S.A, mentre altri ancora in Germania , Belgio , Svizzera e Nord Italia .
Questa tendenza si è accentuata negli ultimi 15 anni a causa della mancanza di lavoro e di una scarsa politica locale a tal punto che molti altri giovani hanno deciso di lasciare il paese per trovare fortuna altrove , accentuando così il fenomeno dello spopolamento.

### Lingue e dialetti
Accanto alla lingua italiana, a Castelvetere sul Calore si parla il dialetto irpino.

### Tradizioni e folclore
- Festa del 28 aprile: risale a prima dell'anno Mille la storia di una vecchierella alla quale apparve la Madonna delle Grazie che le chiese che in quel paesino così devoto fosse eretta, per Lei, una chiesa.

La donna così si rivolse al curato, alle autorità, al popolo, ma all'unanimità fu considerata pazza. Tornata alla sua povera casa, riapparve di nuovo la Madonna che promise alla vecchierella che avrebbe fatto cadere della candida neve nel punto esatto in cui voleva fosse eretto il suo tempio. La vecchina tornò dal curato, dalle autorità, dal popolo che cercarono per il paese fino a quando, ai piedi del Castello, non trovarono una piazzetta coperta di neve. Era il 28 aprile.
Della vecchierella non si trovò più traccia, tanto che si disse che ella fosse proprio la Madonna.
Subito furono raccolti i fondi e costruita la chiesa, detta tempietto del miracolo; nel 1992, dopo la santa messa presieduta dall'arcivescovo, monsignor Mario Milano e da don Nunzio Bolino, fu elevata a santuario diocesano.
Il 28 aprile in onore della Madonna si svolge una festa, che nasce da una donazione di una anziana signora di un appezzamento di terra adibito a grano, con il quale volle si panificasse per i poveri.
I preparativi partono da mesi prima con una grande devozione da parte dei castelveteresi.
La sua celebrazione consiste nella processione delle spunziatrici (letteralmente dispensatrici): bambine di circa otto anni, vestite di bianco e ornate da numerosi monili d'oro (a emulazione della statua della Madonna delle Grazie), accompagnate da un cavaliere (di solito un parente, fornito di un bastone per difenderle) e da una madrina.
Il nome di spunziatrici si adatta al ruolo che le bambine hanno dopo la processione: munite di ceste, assieme al loro cavaliere e ai masti 'e festa, le spunziatrici hanno il compito di portare i tortani (pane della Madonna) in tutte le case del paese.
Già in marzo si comincia con la raccolta della tanta legna che servirà poi per panificare. Successivamente il Parroco, con un gruppo di volenterosi, batterà il paese e le sue campagne alla ricerca della materia prima: la farina (o il denaro per comprarne).
La festa del 28 aprile richiede infatti la preparazione di circa quarantacinquemila forme di pane!
Raccolte così legna e farina, si deve dare forma e vita ai tortani: le sagge vecchiette del paese si riuniscono, assieme alle future dispensatrici, in un piccolo locale al cui interno è presente un forno. La preparazione viene effettuata tutta lì, in quei pochi metri quadrati: le donne preparano le forme, le infornano e le sfornano; le bambine aiutano ordinando il pane così creato su degli scaffali di legno.
C'è poi la raccolta dell'oro che adornerà le dispensatrici: i loro genitori chiedono in
prestito i preziosi di famiglia a parenti e amici, catalogando ogni pezzo con un numero
e il nome del proprietario. Il giorno prima della celebrazione, l'oro verrà pazientemente cucito sui corpetti degli abiti delle bambine.
Pochi giorni prima della festa, la chiesa di San Lorenzo (dove aveva sede la Confraternita di S. Maria delle Grazie) viene allestita con drappi preziosi e fiori, nonché con un piccolo altare formato proprio da tanti tortani, dal quale le dispensatrici attingeranno il pane benedetto durante i necessari rifornimenti.
Il giorno seguente, il 29 di aprile, la festa continua per le campagne: le spunziatrici devono distribuire il pane anche nei piccoli agglomerati vicini. A seguito, un'orda di ragazzi di tutte le età che le accompagnano per l'intero tragitto, percorso rigorosamente a piedi e che dura circa sei ore: una allegra comitiva che ha il compito di portare le grandi ceste di tortani che servono alle spunziatrici, anche qui, per rifornirsi.
- Carnevale: a Castelvetere il Carnevale è una tradizione che risale al 1683 e trovava espressione nelle rivalità artigianali dei due agglomerati del Castello e della Pianura che, dopo la seconda guerra mondiale, presero il nome di Piazza e via Roma. La divisione ha origini migratorie: la prima fazione, il centro storico del paese, era composta da famiglie castelveteresi da generazioni; la seconda, che prende il nome dalla via che unisce le varie zone artigianali, occupata dalle famiglie migrate dai paesi vicini. Il Carnevale metteva a confronto, quindi, le individualità artigianali, spronate dalla volontà goliardica di prendere in giro i personaggi di spicco della fazione avversaria. La satira feroce, sfociata a volte anche in scontri fisici, era gestita meticolosamente: i carri venivano costruiti in luoghi segreti, e segreti erano anche i soggetti cui si ispiravano per evitare che la controparte potesse rispondere con un altro carro allegorico allo sfottò di quello presentato.

Gruppo tarantella anni '60

Tra gli anni '60 e '70 il Carnevale castelveterese raggiunse il suo culmine. Oltre ai carri allegorici, si formavano numerosi gruppi mascherati, composti da varie fasce di età; c'era ad esempio il gruppo delle pacchiane, composto da ultrasessantenni, poi quello dei giovani, dei bambini, ecc. Col passare degli anni è andata crescendo sia la qualità dei carri allegorici che quella dei balletti e dei costumi.
Dopo gli anni '70, con la fondazione delle Pro Loco, le due fazioni sono state unite, creando un unico gruppo carnevalesco a favore dei numerosissimi spettatori provenienti dai paesi e dalle città circostanti. Questo cambiamento ha portato alla fine (peraltro graduale) delle ostilità tra le due fazioni e della cultura dello “sfottò”, rendendo protagonisti della satira i politici nazionali e lasciando come unico stimolo la voglia di divertirsi tutti assieme e il piacere di offrire al pubblico uno spettacolo curato il più dettagliatamente possibile. Baluardo dell'antico splendore rimane la tarantella, il cui gruppo mascherato non può mai mancare in ogni edizione del Carnevale. Alla fine della sfilata tutti i gruppi, nonché gli spettatori, si riversano nella piazza di Castelvetere per scatenarsi in questo antico e coinvolgente ballo, tipico delle nostre zone.
La manifestazione si svolge la domenica ed il successivo martedì grasso con sfilate per le principali strade cittadine di gruppi mascherati, balletti folcloristici e coloratissimi carri allegorici in cartapesta. Il Carnevale Castelveterese è tra i più artistici ed più rinomati Carnevali d'lrpinia e della Regione Campania.

## Cultura

### Cucina
Per la sua posizione geografica la valle del fiume Calore (zona DOCG) è ricca di vitigni che producono uve di varie specie (barbera, sangiovese, coda di volpe); tra queste il principale è l'aglianico taurasi.
Di non minore importanza le coltivazioni di olive da olio, di castagne, di pere ("spadoni") e di mele ("lemongelle").
Altre produzioni locali sono gli insaccati: sopersate (soppressate), sausicchi (salsicce), prosciutti, ecc…
Tra le paste caserecce, un posto di rilievo deve essere riservato alla "maccaronara", tipica pasta lunga, accompagnata però anche da "cecaluccoli", "cavatielli", "orecchie ‘e prieuti" (lett. "orecchie di prete") e fusilli.

## Infrastrutture e trasporti

### Strade
Il comune è attraversato dalla strada statale 400 di Castelvetere.

### Ferrovie
Il comune è servito dalla stazione di Castelvetere, sulla ferrovia Avellino-Rocchetta Sant'Antonio, attiva per soli treni storici e/o turistici.

### Mobilità urbana
Il comune è collegato ai paesi limitrofi da autolinee di AIR Campania.

## Amministrazione

### Altre informazioni amministrative
Il comune fa parte della Comunità montana Terminio Cervialto e del Parco Regionale dei Monti Picentini.
Enrico Cataldo (Lista Civica "Insieme x Castelvetere") è sindaco dal 10/06/2024.

## Sport
A Castelvetere sul Calore vi erano due squadre di calcio, l'U.S. Castelvetere fondato nel 1985 che ha militato fra il campionato regionale di seconda e terza categoria, e la Vetus fondata più recentemente che ha militato Nel campionato regionale di terza categoria .
Attualmente la Vetus non esiste più mentre l’U.S. Castelvetere milita nel campionato di terza categoria  .
Tuttavia lo sport che ha portato maggiori successi e lustro al nome del paese è senz'altro il tiro con l'arco, con gli arcieri del vecchio castello, che sia a livello nazionale, che a livello mondiale, hanno raggiunto numerosi titoli.